# Парсак
Парса́к (фр. Parsac) — коммуна во Франции, находится в регионе Лимузен. Департамент коммуны — Крёз. Входит в состав кантона Жарнаж. Округ коммуны — Гере.
Код INSEE коммуны — 23149.

## Население
Население коммуны на 2010 год составляло 591 человек.
| 1962 | 1968 | 1975 | 1982 | 1990 | 1999 | 2010 |
| ---- | ---- | ---- | ---- | ---- | ---- | ---- |
| 847  | 768  | 681  | 644  | 619  | 592  | 591  |

## Экономика
В 2010 году среди 366 человек трудоспособного возраста (15—64 лет) 272 были экономически активными, 94 — неактивными (показатель активности — 74,3 %, в 1999 году было 67,1 %). Из 272 активных жителей работали 236 человек (132 мужчины и 104 женщины), безработных было 36 (15 мужчин и 21 женщина). Среди 94 неактивных 19 человек были учениками или студентами, 45 — пенсионерами, 30 были неактивными по другим причинам.